# Monastýr Rousanos
Monastýr Rousanos (řecky Μονή Ρουσάνου) je ženský pravoslavný monastýr (klášter), který je součástí řeckého klášterního komplexu Meteora v oblasti Thesálie poblíž města Kalambaka. Nachází se na vrcholu skály.
Je jedním ze šesti klášterů, které nadále působí v Meteoře, která je od roku 1988 zařazena na seznam světového dědictví UNESCO. Není známo, proč byl pojmenován Rousanos; snad to bylo po prvním obyvateli skály nebo zakladateli prvního chrámu. Skála byla známá jako skála Rousanos již na počátku 16. století, kdy se zde usadili zakladatelé Ioasaf a Maximos, kteří přestavěli tehdy zničený monastýr. V roce 1545 přestavěli katholikon, který je zasvěcen Proměnění Páně a také ctí svatou Barboru. Monastýr v 19. století upadal a stal se poustevnou monastýru Varlaam. V 80. letech 20. století byl monastýr obnoven a stal se monastýrem ženským.
Monastýr zabírá celou náhorní plošinu na vrcholu skály, kde se nachází. Je třípodlažní, v přízemí je katholikon, hlavní sál a cely, v dalších patrech mnišské cely a pomocné prostory. Přístup do monastýru je po schodišti a dvou mostech, které byly postaveny v roce 1930 na místě dřívějšího dřevěného mostu.

## Galerie

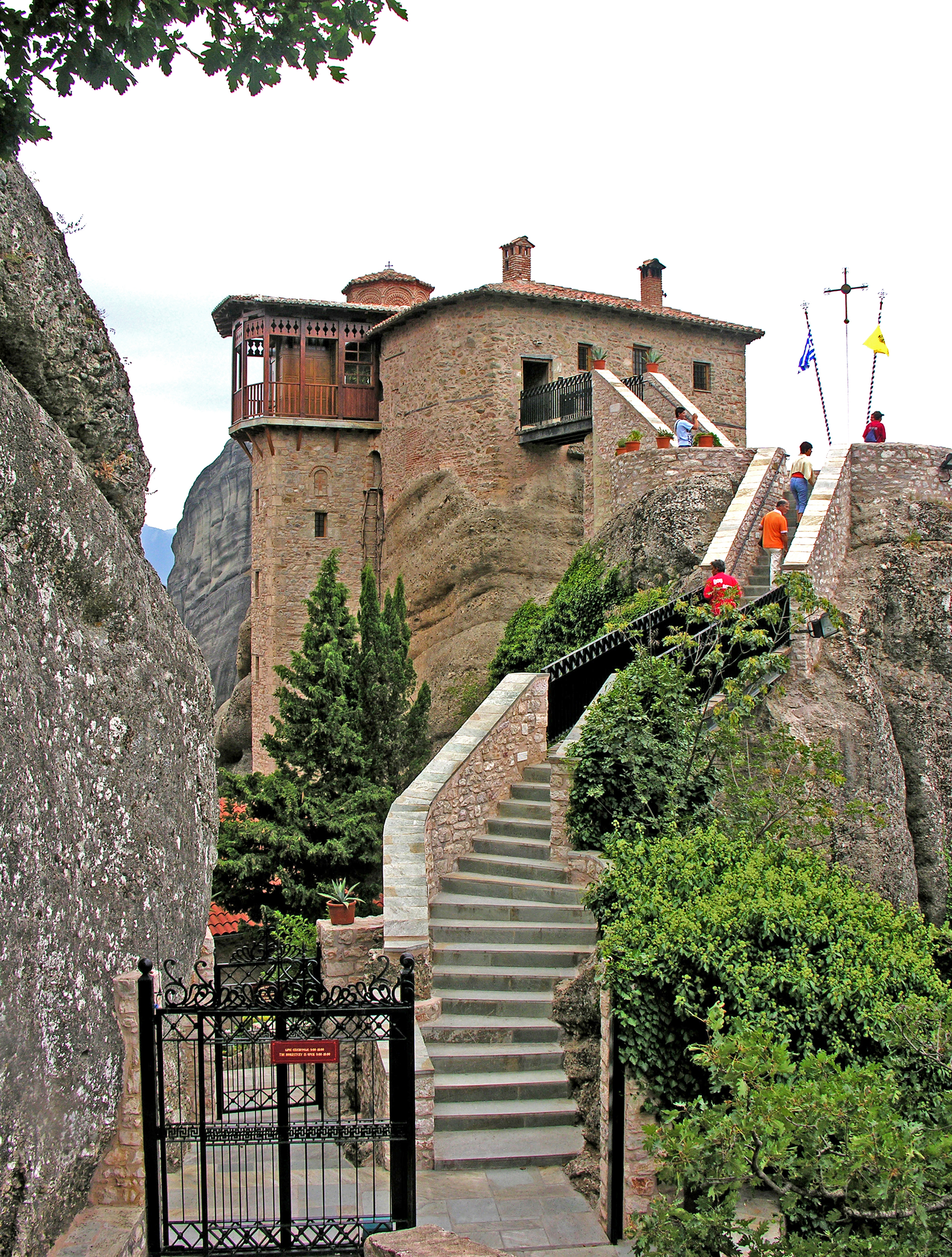
Přístup do monastýru
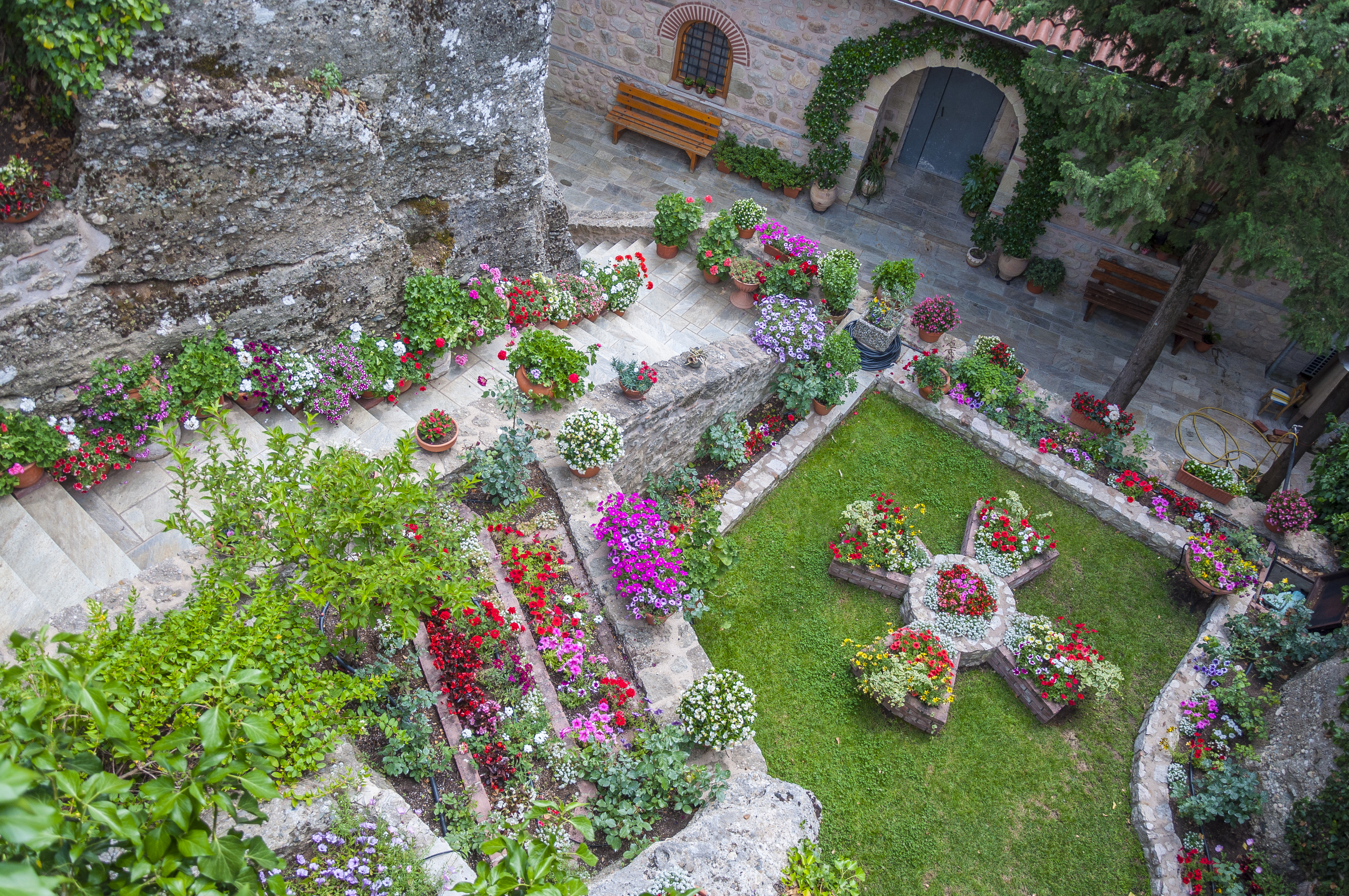
Klášterní zahrada
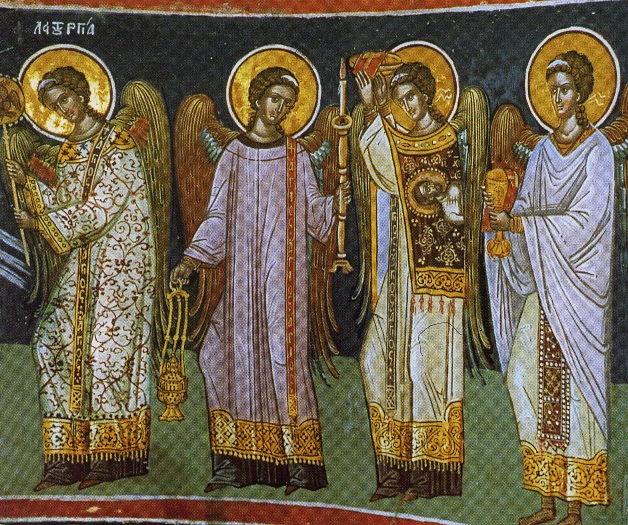
Freska Nebeská liturgie